# ریچل درچ
ریچل درچ (انگلیسی: Rachel Dratch؛ زادهٔ ۲۲ فوریهٔ ۱۹۶۶) هنرپیشه اهل ایالات متحده آمریکا است. وی از سال ۱۹۹۴ میلادی تاکنون مشغول فعالیت بوده است.

## گزیدهٔ آثار

### سینما
- یک بازی کوچک (۲۰۱۴)
- شربت (۲۰۱۳)
- فقط باهاش کنار بیا (۲۰۱۱)
- عشق و رقص (۲۰۰۸)
- اکنون شما را چاک و لری اعلام می‌کنم (۲۰۰۷)
- کلیک (۲۰۰۶)
- گذر از زمستان (۲۰۰۵)
- دیکی رابرتس (۲۰۰۳)

### تلویزیون
- پارک‌ها و تفریحات (۲۰۱۵)
- برگری باب (۲۰۱۴)
- کلیولند شو (۲۰۱۲)
- بتی بی‌ریخته (۲۰۰۹)
- آواتار: آخرین بادافزار (۲۰۰۸)
- ۳۰ راک (۲۰۱۲–۲۰۰۶)
- فریژر (۲۰۰۴)
- مانک (۲۰۰۴)
- پخش زنده شنبه شب (۲۰۰۶–۱۹۹۹)